# 舒元灝
舒元灝（？—？），浙江仁和人，清朝政治人物。
乾隆四十四年，接替馬世觀。擔任江蘇荆溪縣知縣攝任。后由火繼宗接任。